# Fritz Lehmann
Fritz Lehmann (Friedrich; 18. července 1889 Šluknov – 26. října 1957 Vídeň) byl český architekt německé národnosti, působící v Českých zemích a po druhé světové válce v Rakousku.

## Život
Friedrich Lehmann se narodil v rodině strojvůdce ve Šluknově. Absolvoval reálné gymnázium v Děčíně. V letech 1910–1914 vystudoval Německou vysokou školu technickou v Praze. V srpnu byl odveden do armády a válku strávil na východní frontě, z toho tři roky v ruském zajetí. Po skončení války studoval na Technické vysoké škole ve Vídni (asi 1918–1920?). Druhou státní zkoušku vykonal již zase v Praze dne 30. června 1920.
Ve své akademické kariéře musel překonat řadu překážek, především nepřízně a zášti některých svých kolegů. V době závěru svých studií v Praze již pracoval jako asistent na katedře kreslení volnou rukou, ornamentálního kreslení a bytové architektury (Freihandzeichnen, Ornamentalzeichnen und Innenarchitektur). Ve studijním roce 1919/1920 učil architekturu interiéru, v období od února 1920 do září 1921 byl asistentem profesora Franze Schwertnera (1858–1922). Po jeho smrti byl pověřen suplováním, do konkurzu na toto profesorské místo ale pozván nebyl. Vedením školy byl vybrán Hanuš (Hans) Döllgast. Ten byl po řadě zdlouhavých jednání v roce 1927 jmenován mimořádným profesorem, do Prahy ale nakonec z rodinných důvodů odmítl nastoupit. V roce 1929 se tedy konal nový konkurs. Tentokrát byl vybrán Otto Straeche, Lehmann byl doporučen na druhém místě. Ministerstvo školství odmítlo jmenovat Straecheho s odůvodněním, že místo má dostat přednostně domácí kandidát. Přes protesty vedení školy byl nakonec Lehmann jmenován mimořádným profesorem a 15. června 1929 se ujal vedení katedry. Řádným profesorem byl jmenován 6. dubna 1935.
Dne 26. října 1928 se stal doktorem technických věd. Od 20. října 1933 byl členem komory inženýrů. V akademickém roce 1936–1937 a 1937–1938 byl děkanem fakulty. V akademických letech 1937–1938 až 1941–1942 byl členem zkušební komise pro udělování II. státní zkoušky.
Od začátku dvacátých let pracoval rovněž v projekčních ateliérech svých profesorů Karla Jaraye a Artura Payra. Psal kritiky a sloupky pro deník Prager Tagblatt. V rozmezí let 1927–1928 se stal členem zednářské lóže Adoniram zur Weltkugel.
Dne 27. dubna 1929 se oženil s Češkou Františkou Jílkovou, v roce 1936 se manželé přestěhovali do vlastního domu ve Skalecké ulici 15, který byl upraven podle Lehmannova návrhu.
Ve třicátých letech byl – patrně na základě udání – prověřován československými bezpečnostními orgány. Postavil totiž domek v blízkosti Poděbradského rozhlasového vysílače a udání jej vinilo z toho, že je příznivcem nacistické strany a domek je využíván ke špionáži ve prospěch Německa. Vyšetřování ale žádné takové skutečnosti nezjistilo.
V březnu 1939 na něho byla opět podána řada udání pro jeho zednářskou minulost, styky s židovsko-liberálními kruhy a pro nepříznivý vliv na studenty. Údajně též nechal při protižidovských nepokojích na škole uprchnout židovské studenty přes vedlejší schodiště. Tato udání se řešila až na úrovni Sicherheitsdienst a úřadu říšského protektora. Lehmann proto nebyl doporučen pro potvrzení v pedagogické funkci. Začátkem roku 1940 na něho bylo podáno další udání pro „odmítavý postoj k národněsocialistickému hnutí“. Zásluhou dobrozdání řady osob a angažovanosti tehdejšího rektora Alfreda Buntru byl Lehmann nakonec na škole ponechán. V roce 1941 byl navržen na jmenování řádným říšským profesorem. Jmenován byl až po řadě průtahů 12. března 1943. Vyučoval až do začátku roku 1945.
Informace o poválečných událostech jsou jen kusé. Lehmannova rodina nebyla odsunuta v rámci vysídlení Němců z Československa. V roce 1946 odešel do Rakouska. Zde působil jako učitel na vídeňské Technické univerzitě. Když se pokoušel v letech 1947 a 1948 znovu navštívit Československo, nedostal vstupní vízum. Na vídeňské Technické univerzitě byl jmenován řádným profesorem a pokračoval i v činnosti projekční.

## Dílo
- 1925–1928 dostavba České továrny na umělé hedvábí systému Elberfeld, Lovosice. Součástí dostavby továrního komplexu koncem dvacátých let byly i správní budova č. p. 487 a 488, obytný dům mistrů č. p. 486, ředitelská vila č. p. 485 a úřednický dům č. p. 489, které projektoval Lehmann. Dostavbu továrních budov projektovala kancelář pražských německých architektů Karl Jaray, Rudolf Hildebrand a Walter Endler.[4]
- 1928–1930 Hotel Esplanade, Praha 1-Nové Město, čp. 1600, Washingtonova 19. Přestavba původně novorenesanční budovy, kterou postavil František Buldra v roce 1880. Objekt v roce 1914 zakoupila banka Riunione Adriatica di Sicurtà, která se rozhodla přestavět jej na hotel. Byla přistavěna dvě patra a průčelí změněno ve stylu Art deco. Autorem sochařské výzdoby je Johann Adolf Mayerl.[5][6]
- 1928–1929 Česká eskomptní banka, Cheb. Chebská filiálka České eskomptní banky byla založena v roce 1890. V roce 1928 začal tehdejší ředitel pobočky Oskar Baum jednat o zbudování nové, reprezentativní budovy banky. V březnu 1928 byl zakoupen pozemek na křižovatce Nádražní (Bahnhofstrasse, dnes ulice Svobody) a Hradební ulice (Schanzstrasse, dnes Májová ulice) za částku 1 500 000 Kč. Lehmann navrhl budovu s mezzaninem a třemi patry. Její podoba s nárožním arkýřem byla patrně inspirována obchodním domem Rudolfa Petersdorffa ve Vratislavi (1927–1928) od Ericha Mendelsohna. Arkýř je podpírán sochou Atlanta, jehož autorem je chebský rodák, sochař Johann Adolf Mayerl. Podle původního projektu měla být mezi druhým a třetím patrem masivní kordonová římsa – tak je budova zpodobněna v dobových inzerátech. Stavební práce byly zahájeny v březnu 1928 demolicí původního domu č. p. 20 „Schwarzer Bär“. Stavební práce byly ukončeny 17. června 1929. Moderní budova vzbudila rozporné reakce. Konzervativní obyvatelstvo ji chápalo jako příliš radikální zásah do podoby města na jedné z nejrušnějších křižovatek. V roce 1932 byl upraven parter budovy a zřízeny v něm tři obchody. Banku v roce 1939 převzala Dresdner Bank. Po roce 1945 zde bylo sídlo vojenské správy, později zde sídlila cestovní kancelář Čedok. V roce 2004 byl objekt částečně rekonstruován.[7]
- 1928–1929 Dům Riunione s kavárnou Grand, Ústí nad Labem-centrum čp. 484, Velká Hradební 2[8][9]
- 1929 Památník padlých v 1. světové válce ve Šluknově.[10] Masivní, žulový, 9 metrů dlouhý pomník s ústřední postavou rytíře je umístěn v jižní části města na Křížovém vrchu.
- 1929 Zaměstnanecká kolonie podniku Glanzstoff, Lukavec u Lovosic
- 1930–1932 Palác Riunione Adriatica di Sicurtà, Praha 1-Nové Město, čp. 750, Jungmannova 34. Stavbu původně projektoval Kamil Roškot. Protože odmítl přistoupit na připomínky zadavatele ohledně vzhledu budovy, byl k realizaci pozván Lehmann. Ten použil malou část Roškotova půdorysného řešení a zcela změnil vnější vzhled budovy v novoklasicistním stylu.[11][12]
- 1931–1932 Obytný a obchodní dům Adrie, Plzeň Smetanovy sady 114/15, Šestipodlažní rohový dům, postavený pro pojišťovací společnost Riunione Adriatica di Sicurtà, situovaný na nároží Klatovské třídy a Smetanových sadů [13]
- 1931–1932 Pobočka Německé zemědělské a průmyslové banky v Rumburku. Čtyřpodlažní budova kopíruje v mírném oblouku uliční čáru, nachází se na exponované parcele proti rumburské loretánské kapli.[14]
- 1933–1934 přestavba a dostavba Vernierovského (Pöttingenského) paláce pro Německé kasino (Deutsches Kasino). Budova se v letech 1873–1945 nazývala Německý dům, od roku 1945 pak Slovanský dům. Praha 1-Nové Město, čp. 859. Lehman zde v letech 1933–1934 provedl stavbu dvorních objektů.[15]
- před 1934 náhrobky na Novém židovském hřbitově, Praha 3 - Žižkov[16]
  - náhrobek Julia Feldmanna - náhrobek z leštěného mramoru Gabria a Nero Nembo (sektor 29, řada 13, hrob 18)
  - náhrobek Ludvíka Laguse - náhrobek z červeného švédského syenitu (sektor 22, řada 1, hrob 36)
  - náhrobek Leopolda Wurma (sektor 29, řada 14, hrob 1)
  - náhrobek Marty Selig z leštěného mramoru Nero Nembo (sektor 36)
- 1934 adaptace vily č. p. 267, Praha 6-Hradčany, Tychonova 4, původně postavené Josefem Gočárem v letech 1911–1912[17]
- 1936 Palác Nisa, Liberec-Jeřáb, Soukenné náměstí 26[18]
- 1936 Přestavba vlastního domu, Praha 7-Holešovice, čp. 356, Skalecká 15[6]
- 1936–1938 Soubor novoklasicistních domů na Nábřeží Ludvíka Svobody na místě zbořené továrny.
  - Nájemní dům, Praha 1-Nové Město, čp. 1229, U nemocenské pojišťovny 4, Lannova 4. Projekt pochází z května 1936, stavba byla zahájena 5. října 1936 a kolaudace proběhla 20. července 1937.[19]
  - Nájemní dům, Praha 1-Nové Město, čp. 1540, Lannova 6, jedná se o sousední dům k domu čp. 1229, projekt z dubna 1936, kolaudace proběhla 28. června 1937.[20]
  - Nájemní dům, Praha 1-Nové Město, čp. 1230, U nemocenské pojišťovny 2, Klimentská 15, projekt je z července 1937, kolaudace proběhla 23. června 1938[21]
  - Nájemní dům, Praha 1-Nové Město, čp. 2061, Barvířská 3 a 5, Lannova 8, Klimentská 21, projekt z července 1937, kolaudace proběhla dne 14. prosince 1938. Dům postavila pojišťovna Assicurazioni Generali. Bydlel zde divadelní režisér Jindřich Honzl, který zde má pamětní desku.[22]
- 1936–1937 Administrativní palác pojišťovny Victoria, Praha 1-Staré Město, čp. 1006, Revoluční 5, Benediktská 12, kulturní památka, rejstříkové číslo 51991/1-2296[23] Novoklasicistní obchodní a nájemní dům byl vystavěn pro německou Všeobecnou pojišťovací společnost Viktoria z Berlína. Dům byl později několikrát upravován (v letech 1954, 1980–1981, 1990).[6][24]
- 1937 Matznerova vila, Praha 8-Libeň, čp. 1384, Gabčíkova 5,[25]
- 1937–1938 Přestavba domu „U zlatého okouna“, Praha 1-Staré Město, čp. 400, Rytířská 22, Provaznická 9. Původně barokní dům by radikálně přestavěn pro potřeby České eskomptní banky. Vnitřní prostory byly pozdějšími úpravami zcela změněny.[6][26]

### Vídeň
- rekonstrukce Vídeňské státní opery, spolu s dalšími architekty
- obytný soubor Roter-Berg-Siedlung
- 1952 Volkschule ve Vídni

### Nerealizované projekty
- 1928–1929 soutěžní projekt na Budovu České eskomptní banky, Praha 1-Staré Město, Na příkopě 33, 35[27]
- 1931 dva návrhy na nový areál Německé technické vysoké školy v Praze (Na Ryšánce a na Skalce)
- 1934 soutěžní projekt na budovu Peněžní burzy, Praha 1-Vinohrady, Vinohradská 1, Wilsonova 2[28]

## Galerie

Stavby Fritze Lehmanna
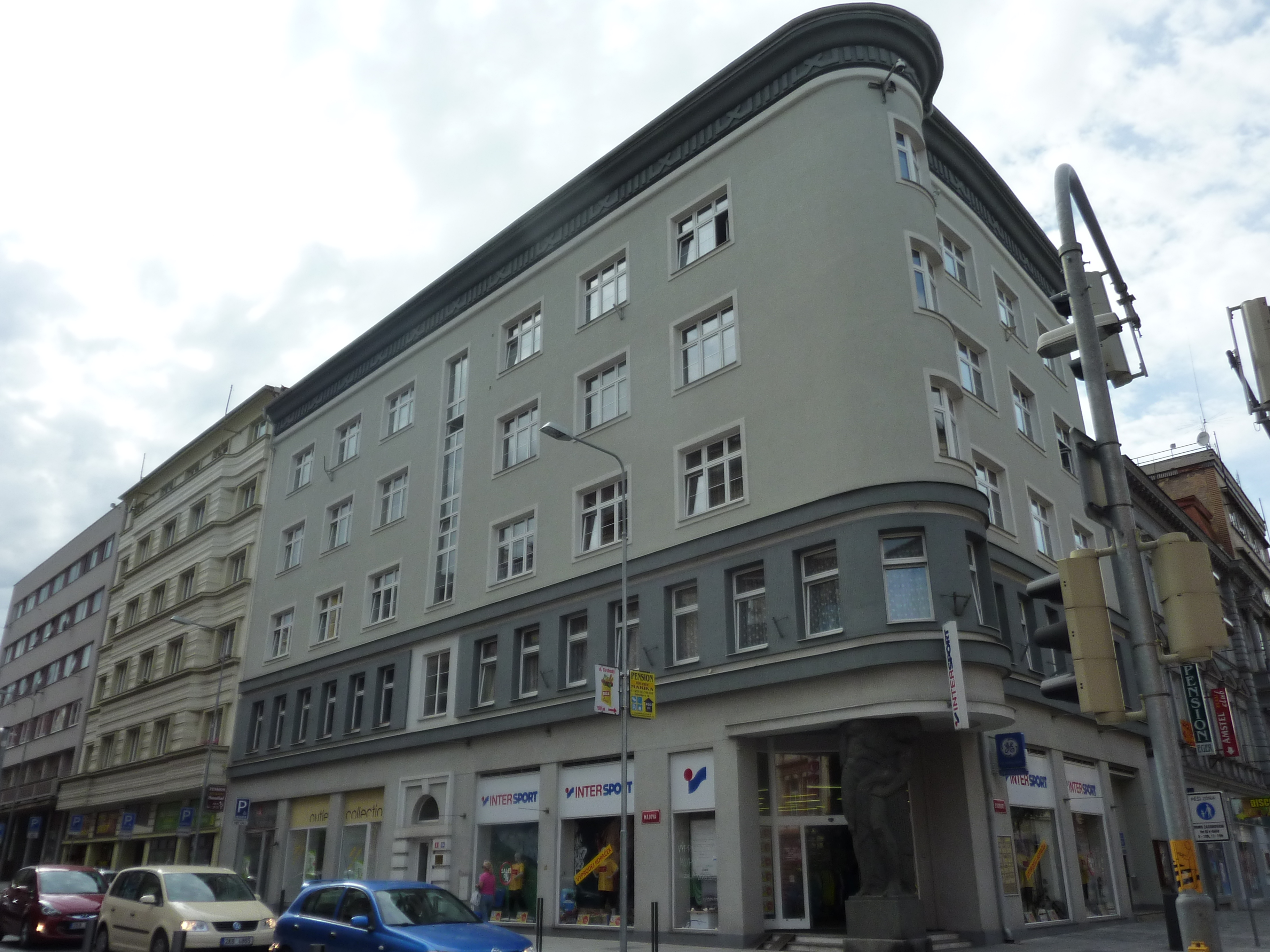
Bývalá Česká eskomptní banka, Cheb, Májová 31, 1928–1929
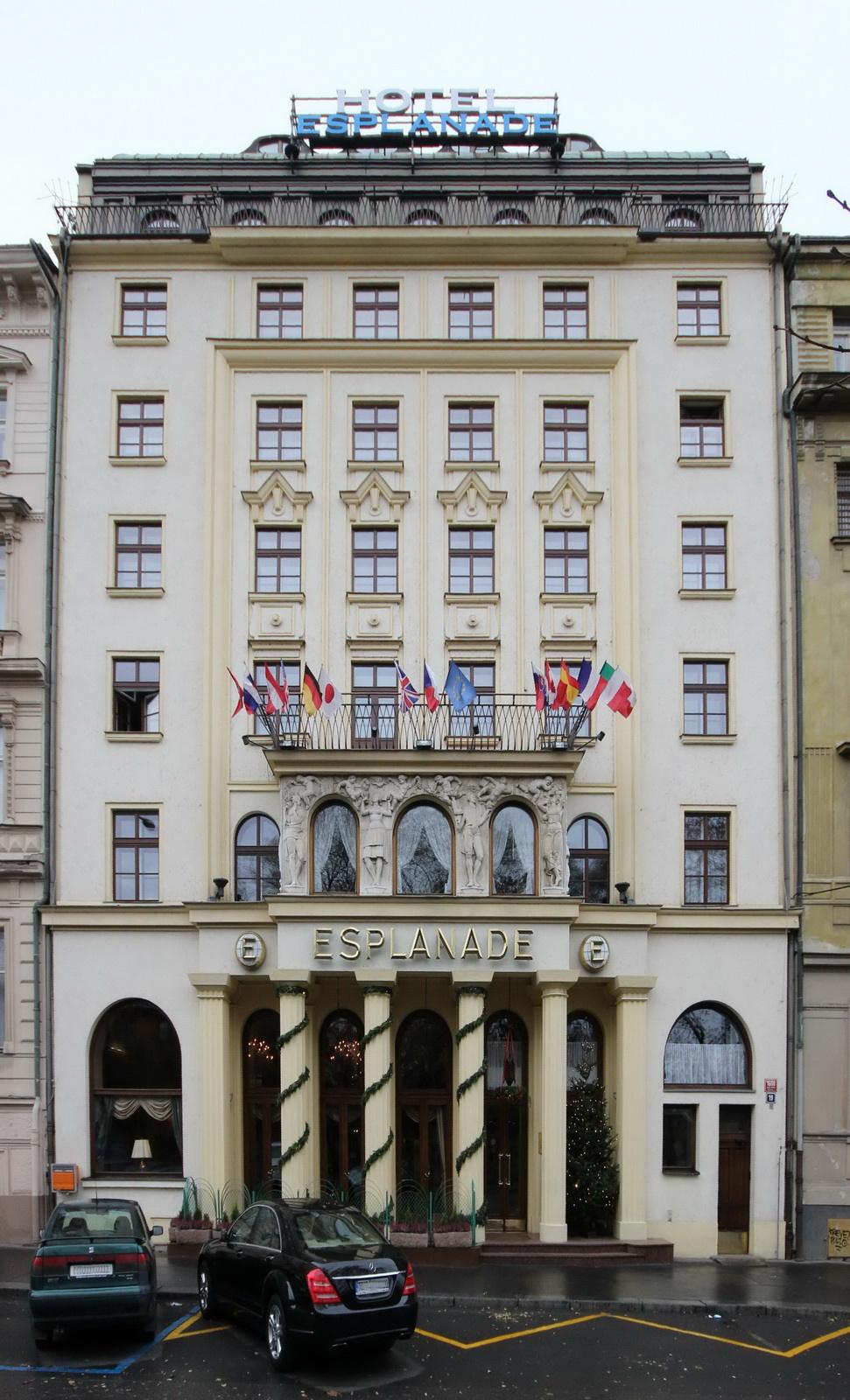
Hotel Esplanade, Praha, Washingtonova 19, 1928–1930
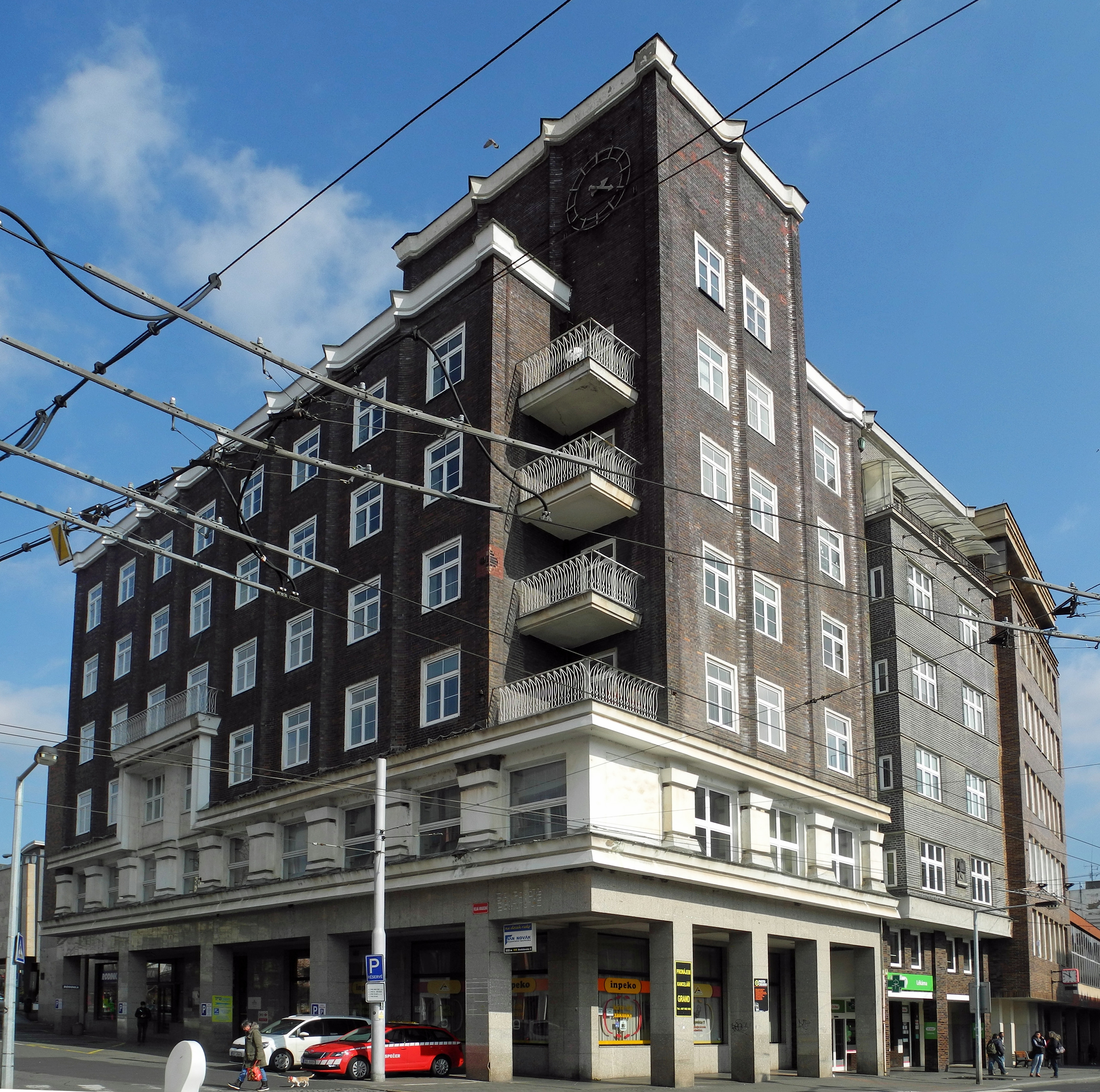
Palác Riunione Adriatica di Sicurtà s kavárnou Grand, Ústí nad Labem, 1928–1929
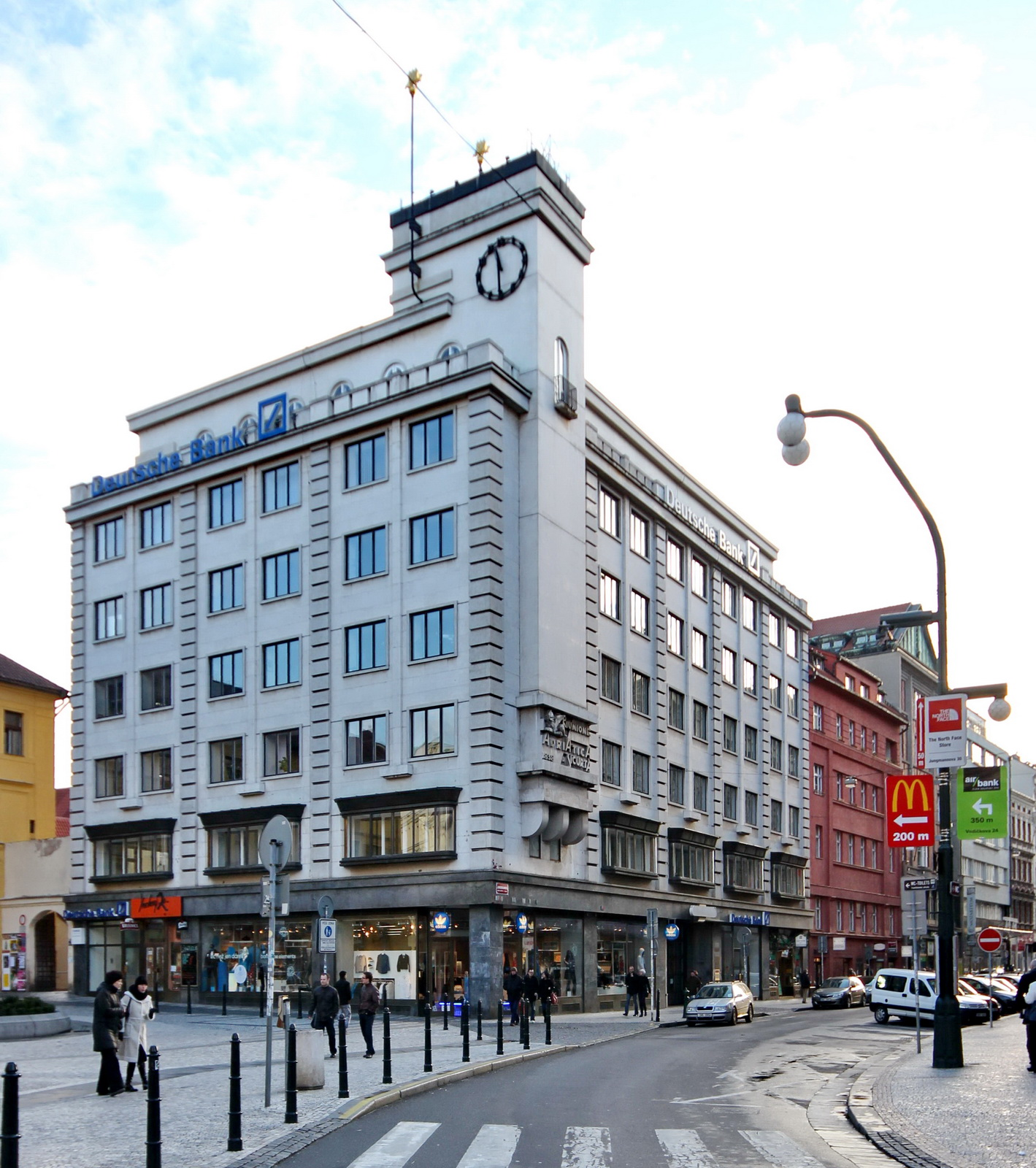
Palác Riunione Adriatica di Sicurtà, Praha, 1932
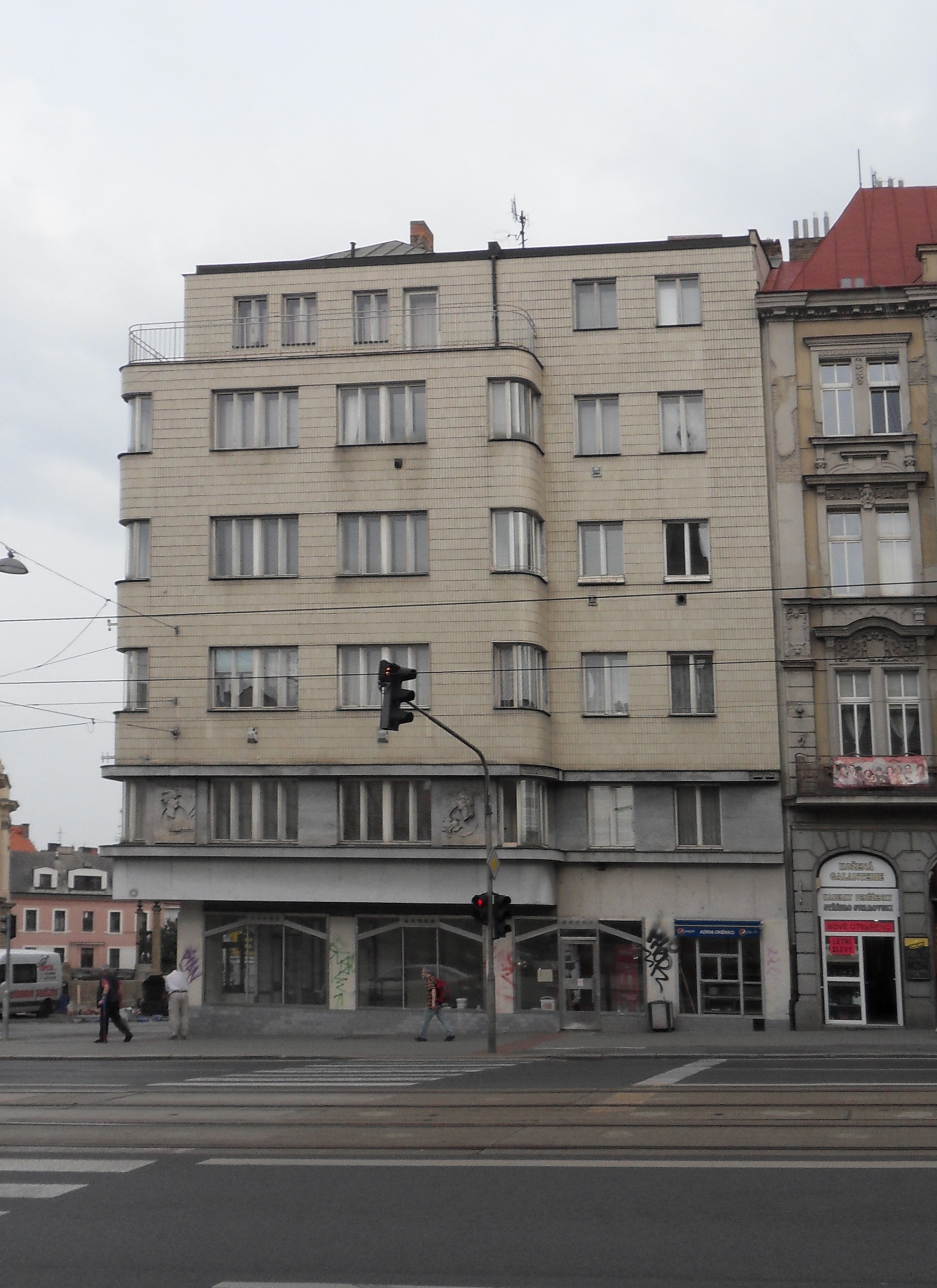
Obytný a obchodní dům Adrie, Plzeň, 1932
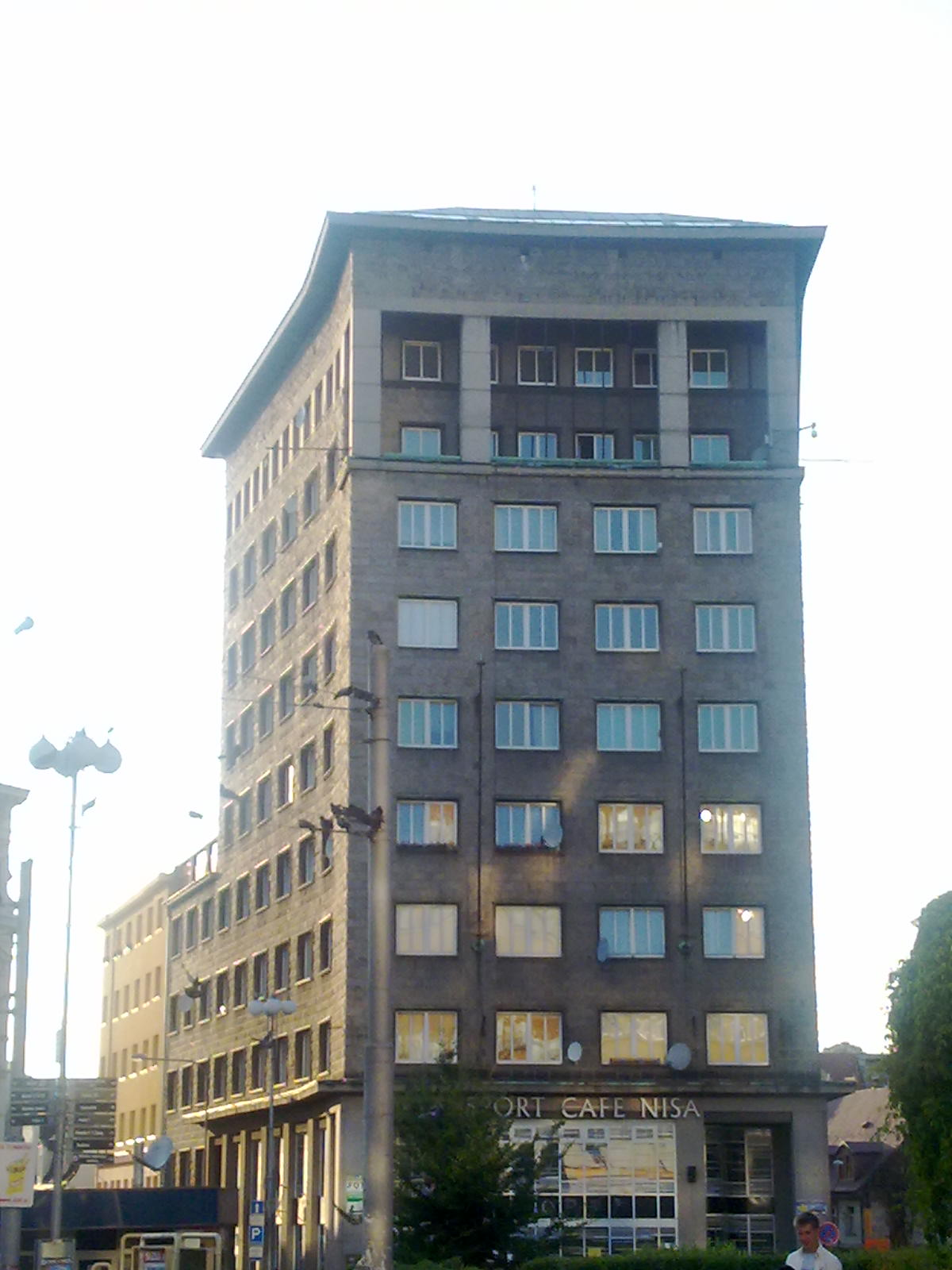
Kavárna Nisa, Liberec, 1936
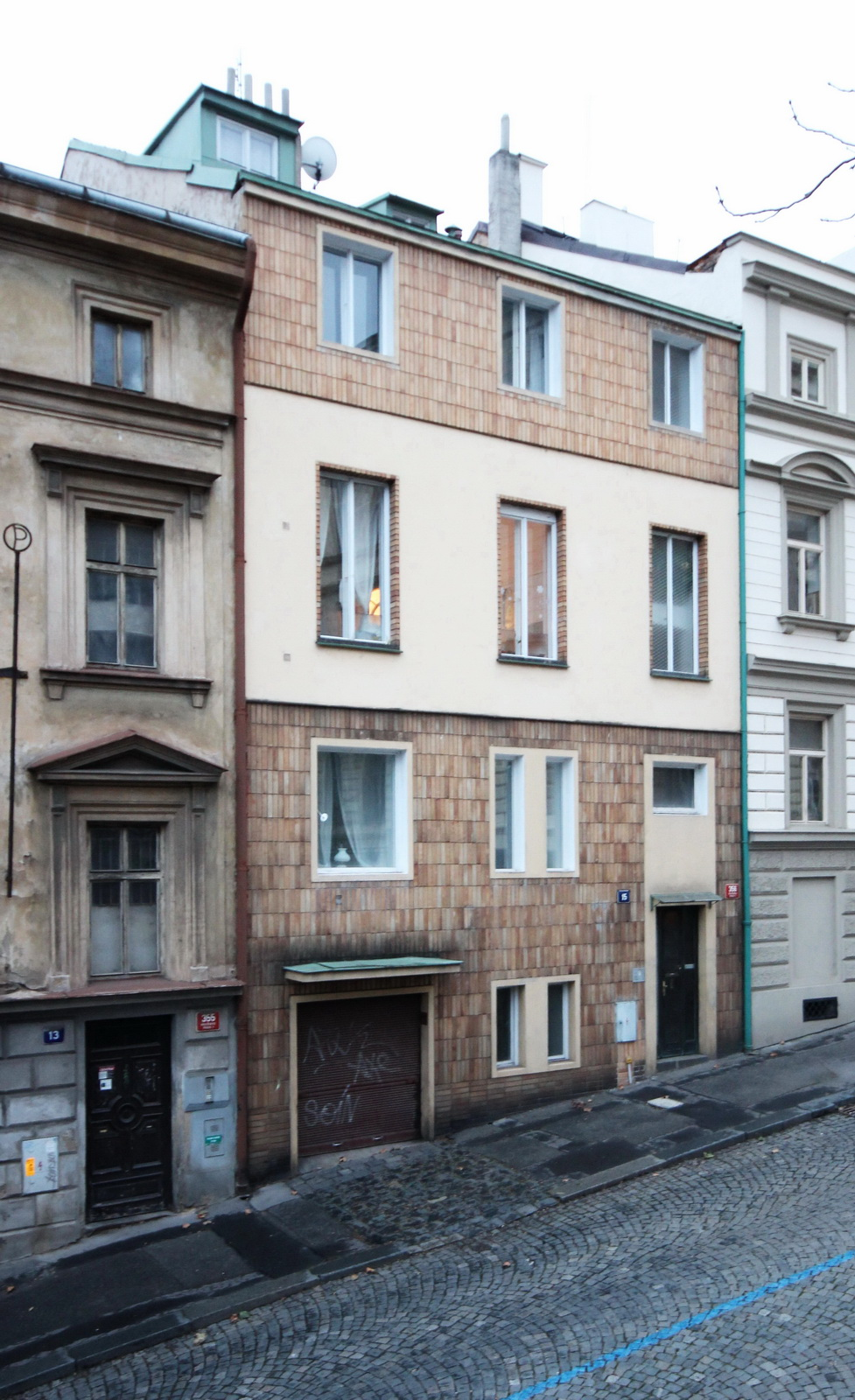
Přestavba vlastního domu, Praha 7, Skalecká 15, 1936
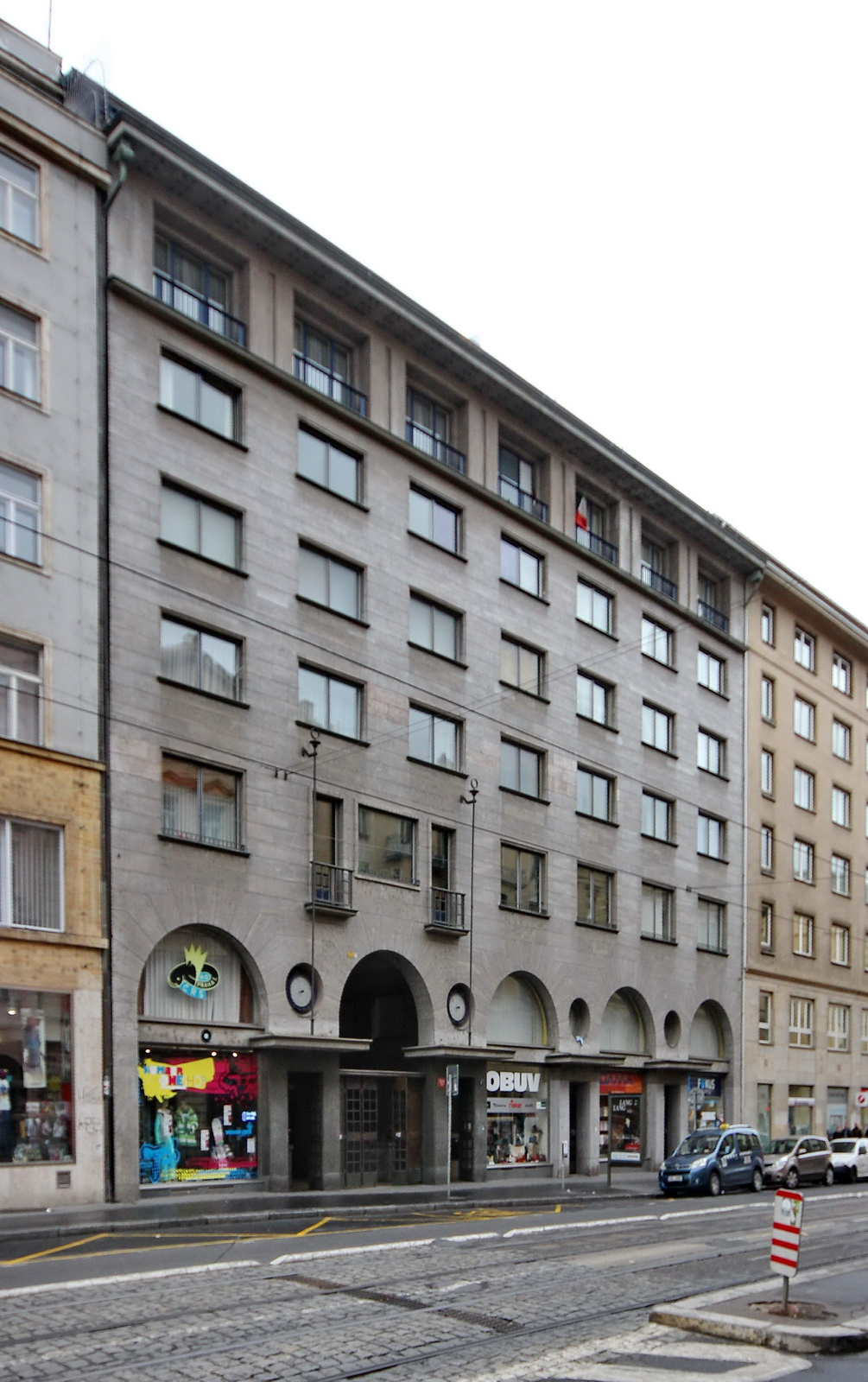
Administrativní palác pojišťovny Victoria, Praha, Revoluční 5, Benediktská 12, 1936–1937
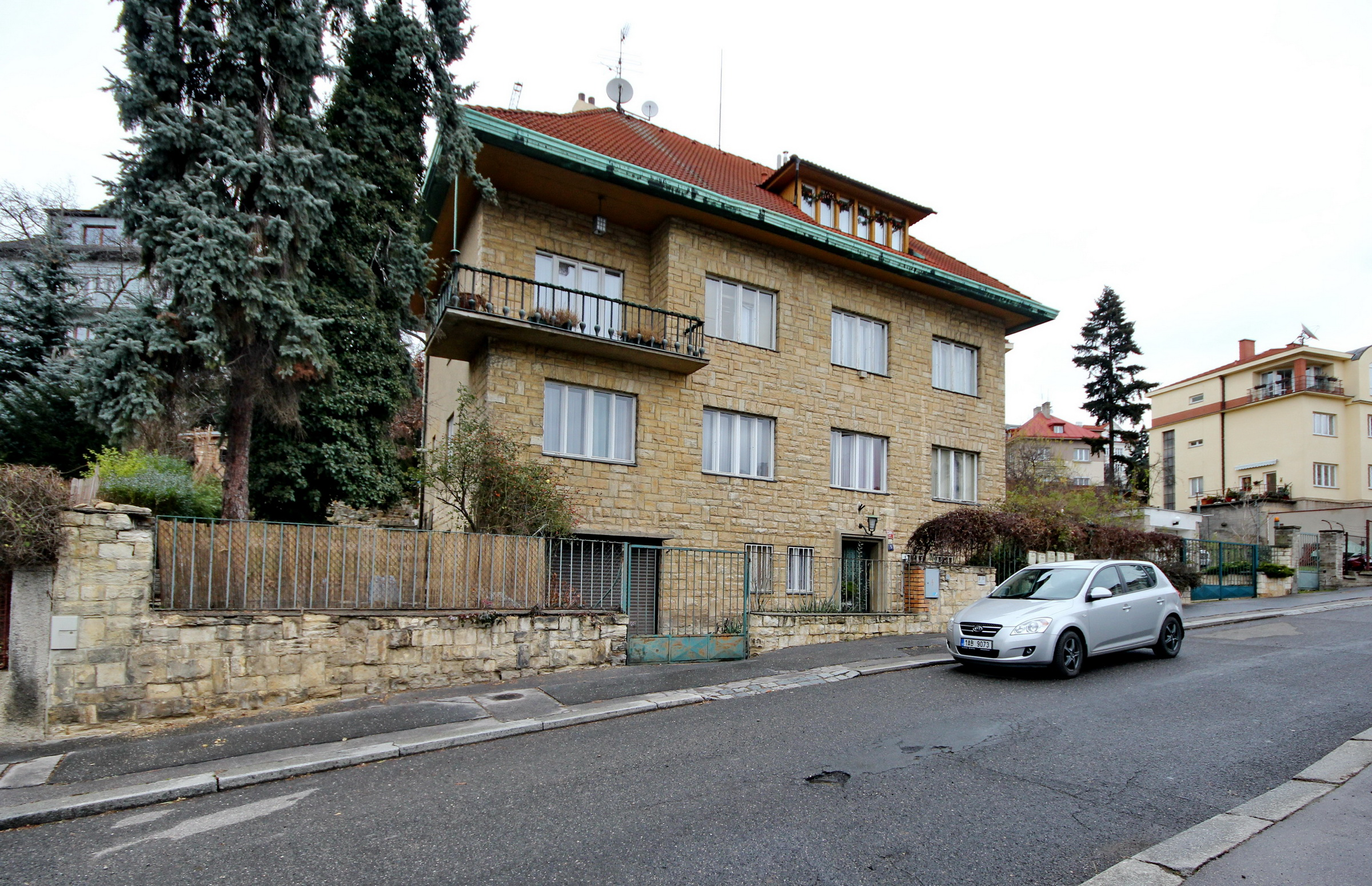
Vila Matzner, Praha 8-Libeň, Gabčíkova 5, 1937
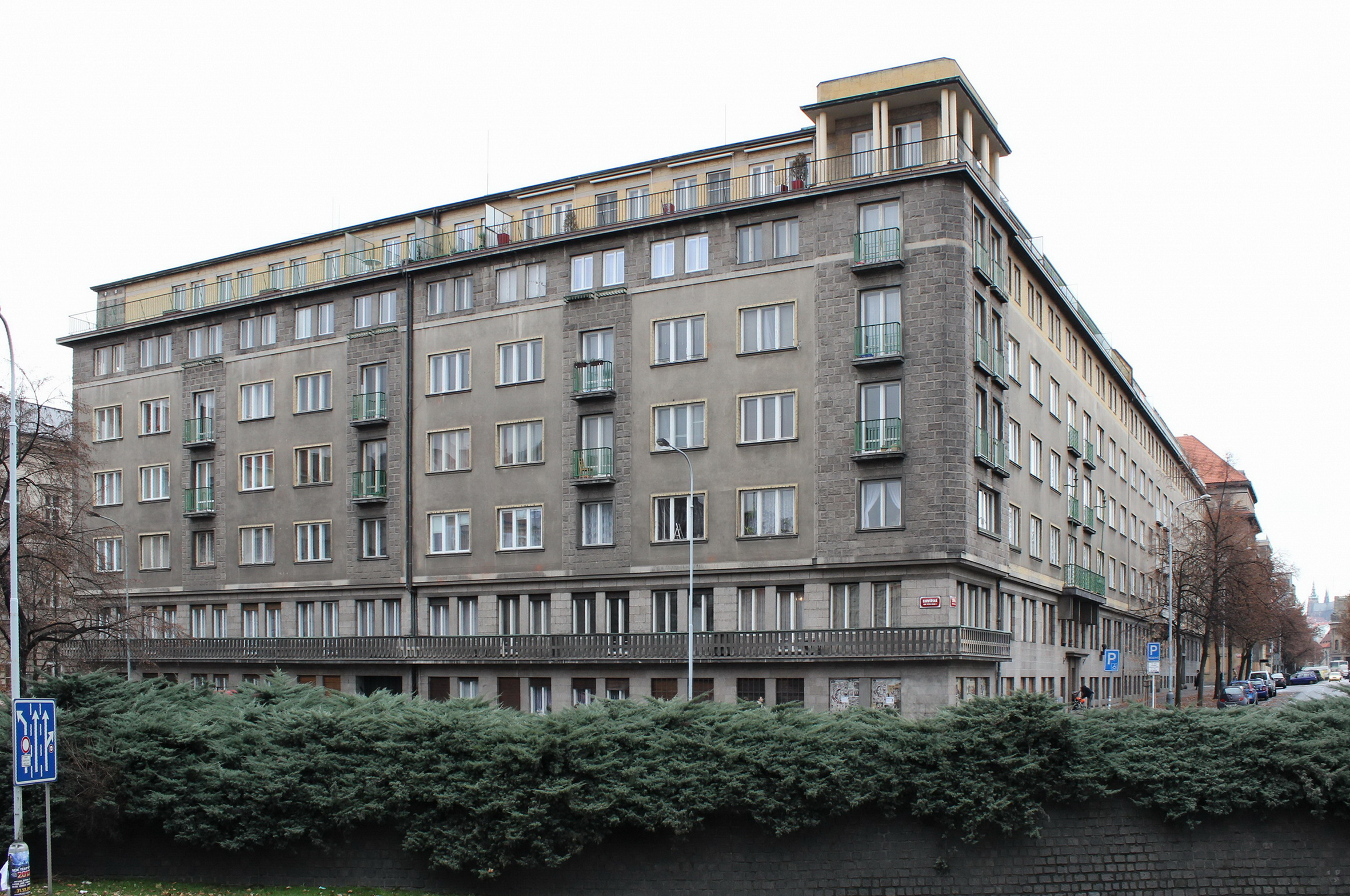
Blok obytných domů, Praha 1-Nové Město, Barvířská, Lannova, 1937–1938
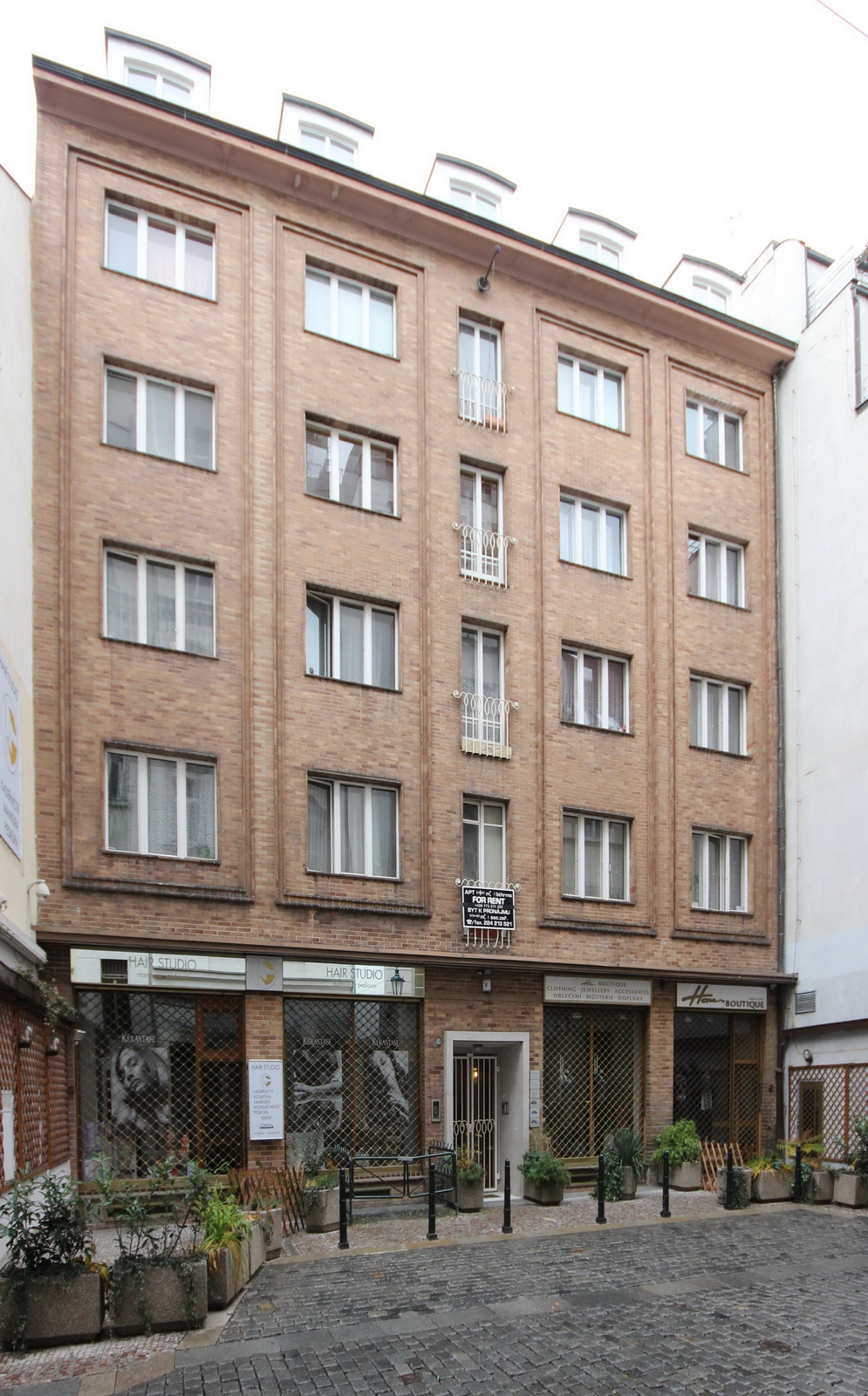
Nájemní dům, Praha 1-Staré Město, Provaznická 9, 1938
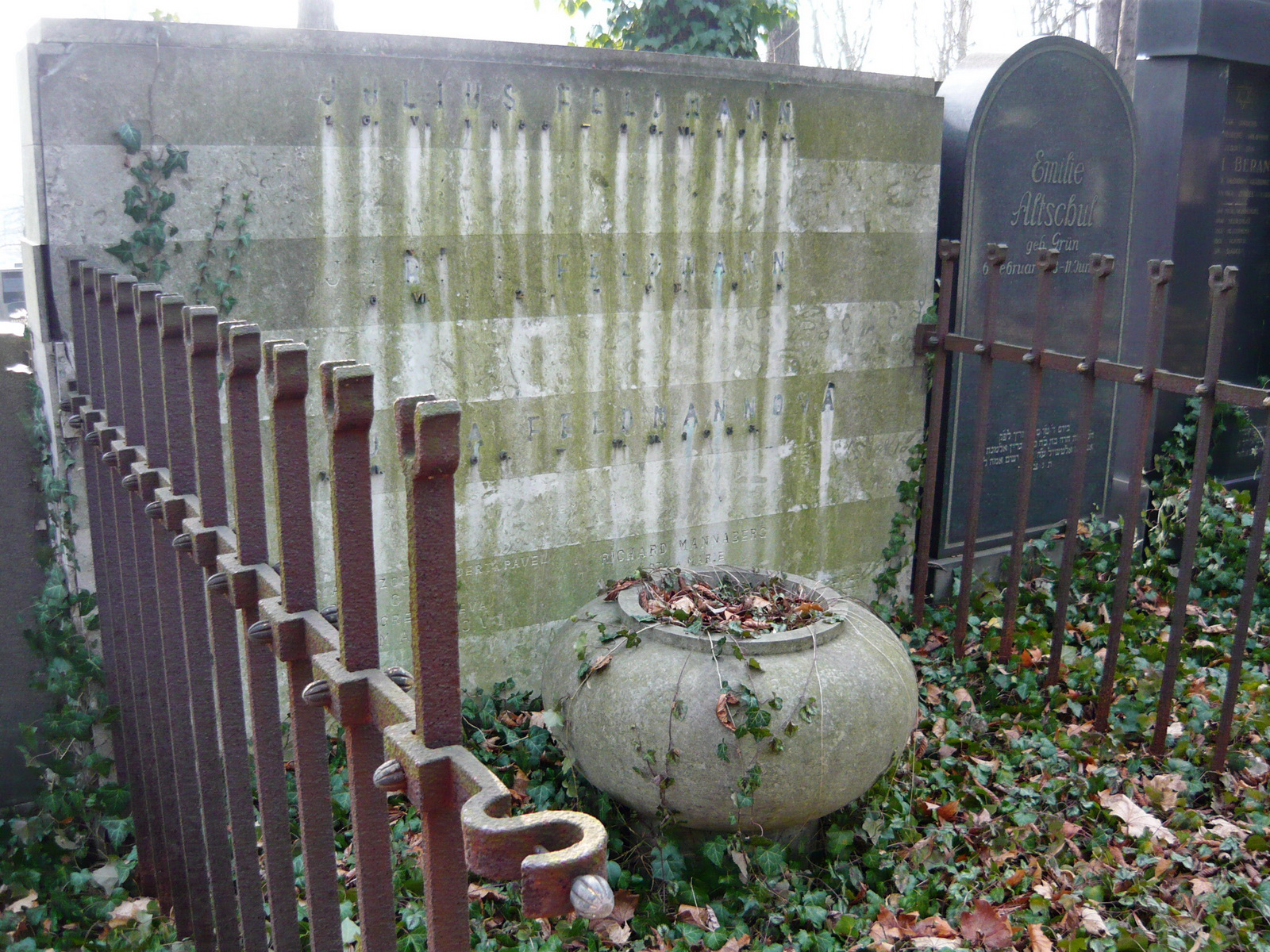
Náhrobek Julia Feldmanna, před 1934, Nový židovský hřbitov, Praha
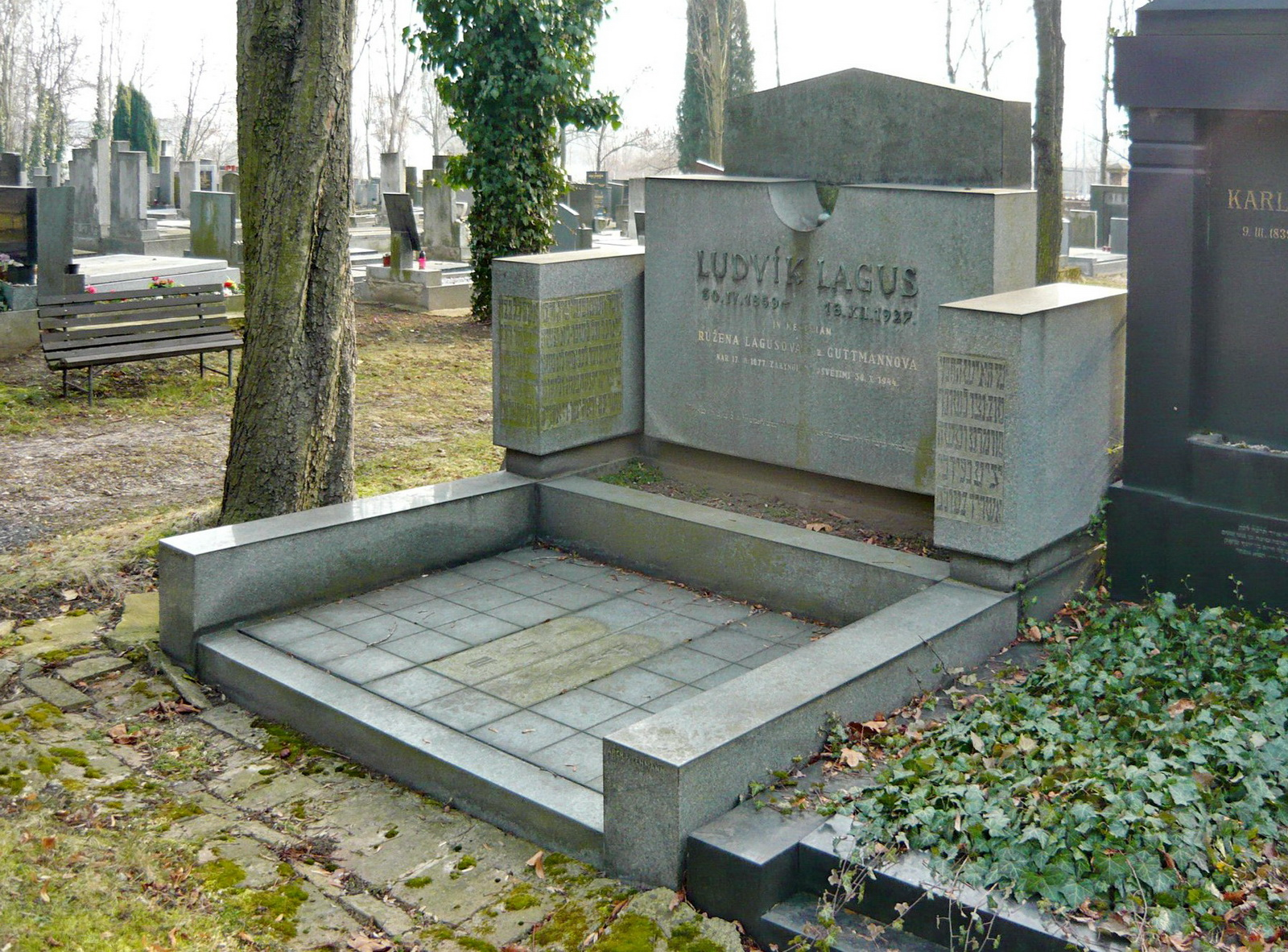
Náhrobek Ludvíka Laguse, před 1934, Nový židovský hřbitov, Praha
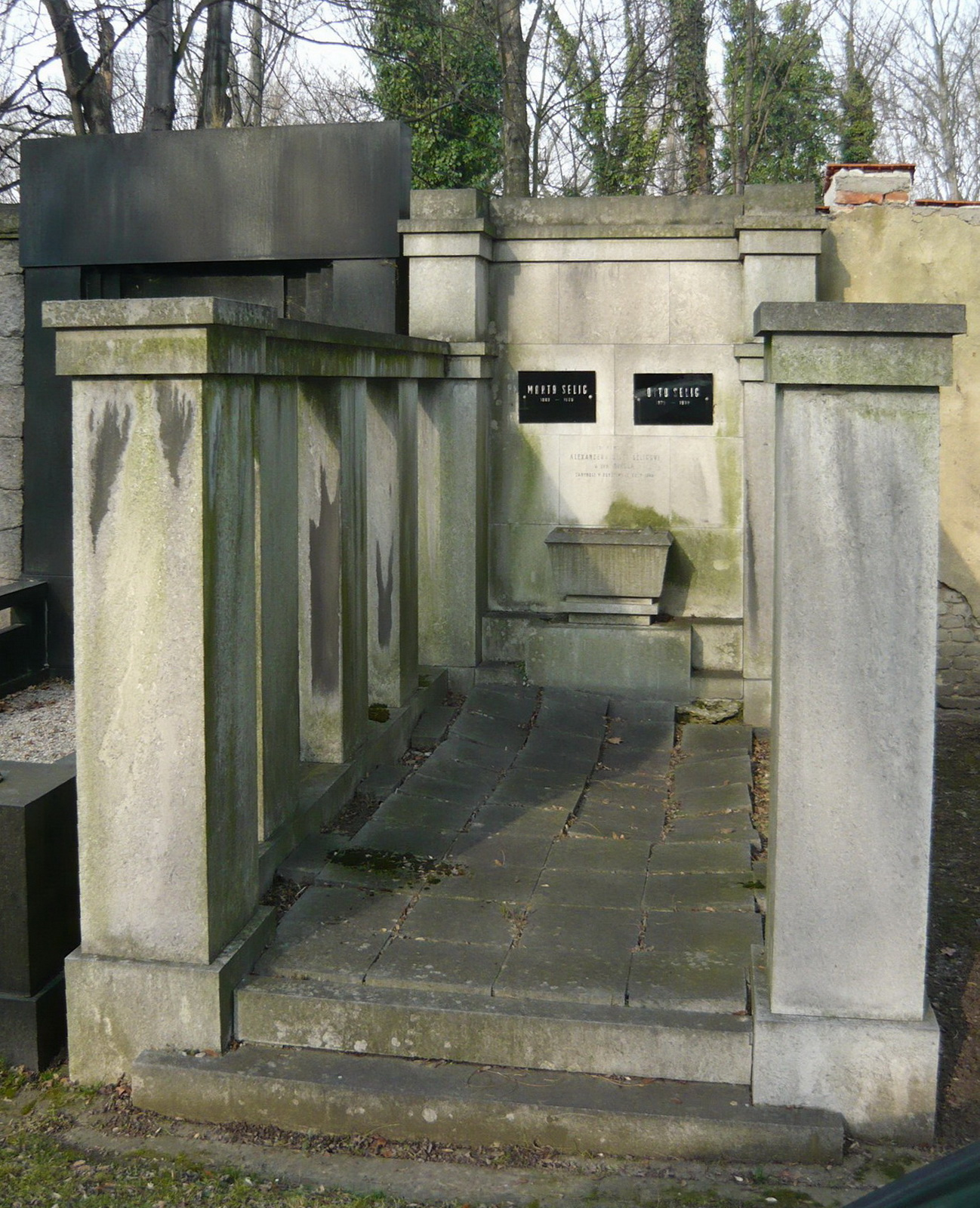
Náhrobek Marty Selig, před 1934, Nový židovský hřbitov, Praha
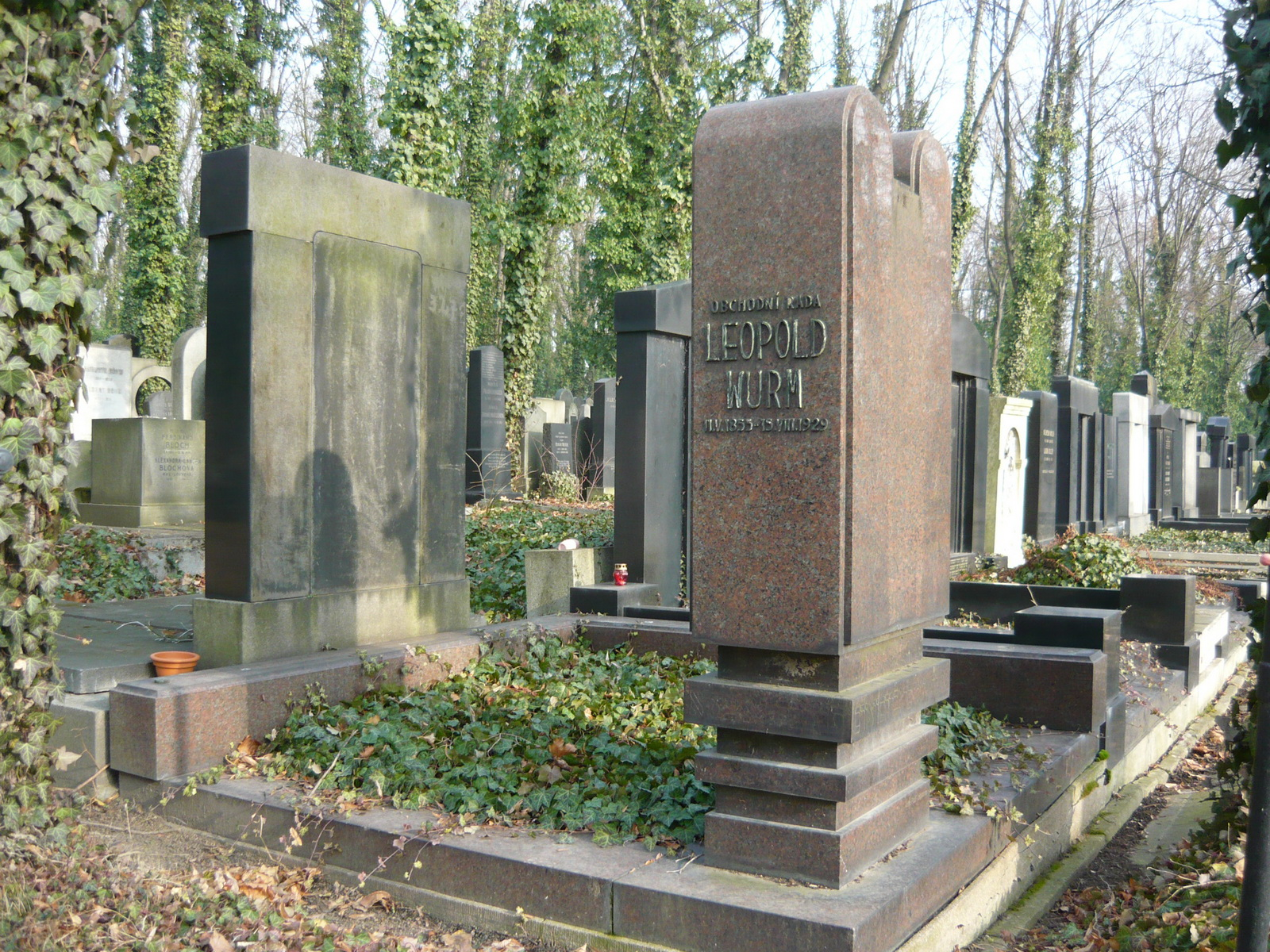
Náhrobek Leopolda Wurma, před 1934, Nový židovský hřbitov, Praha
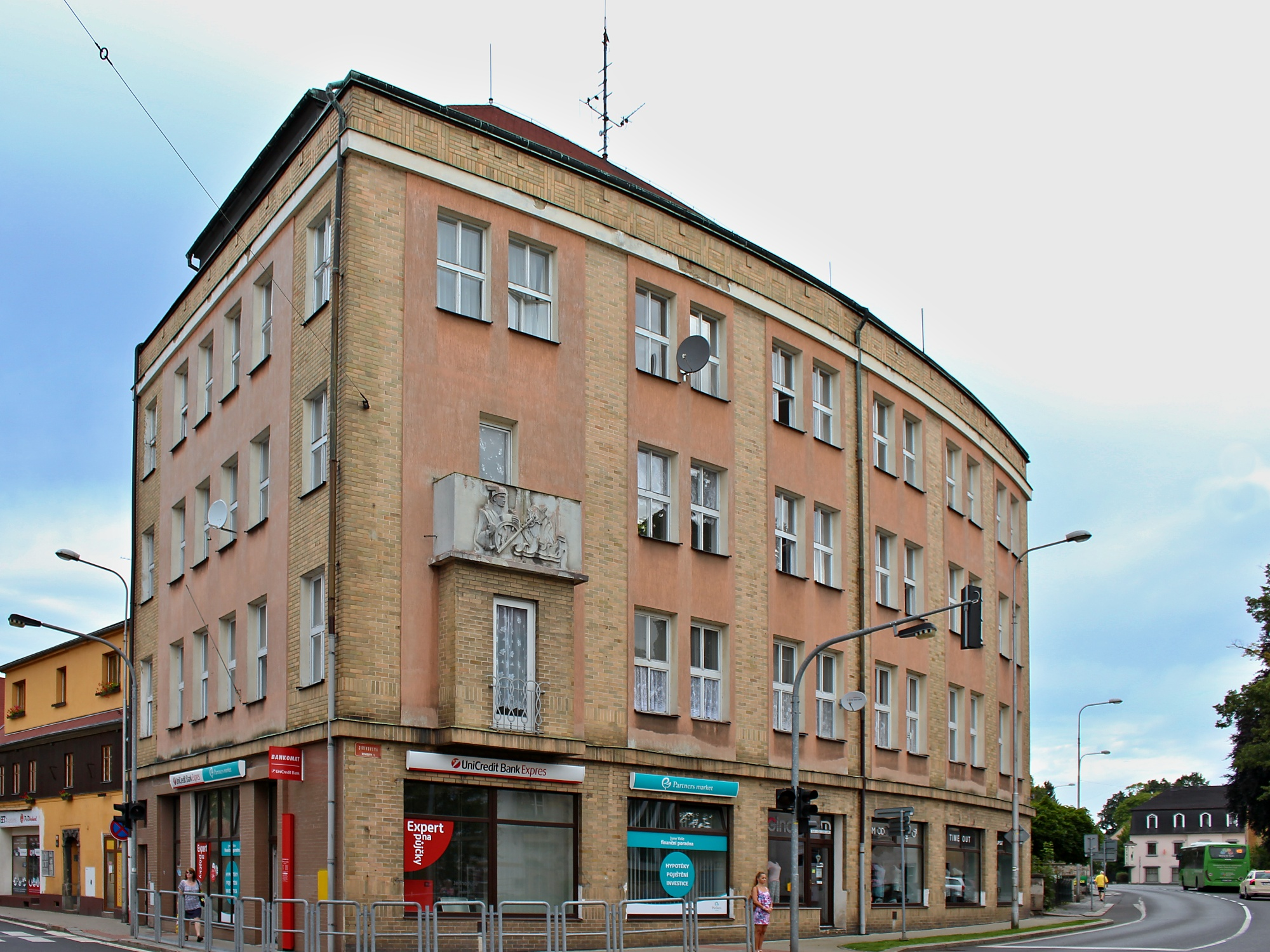
Pobočka Německé zemědělské a průmyslové banky, Rumburk, 1931–1932
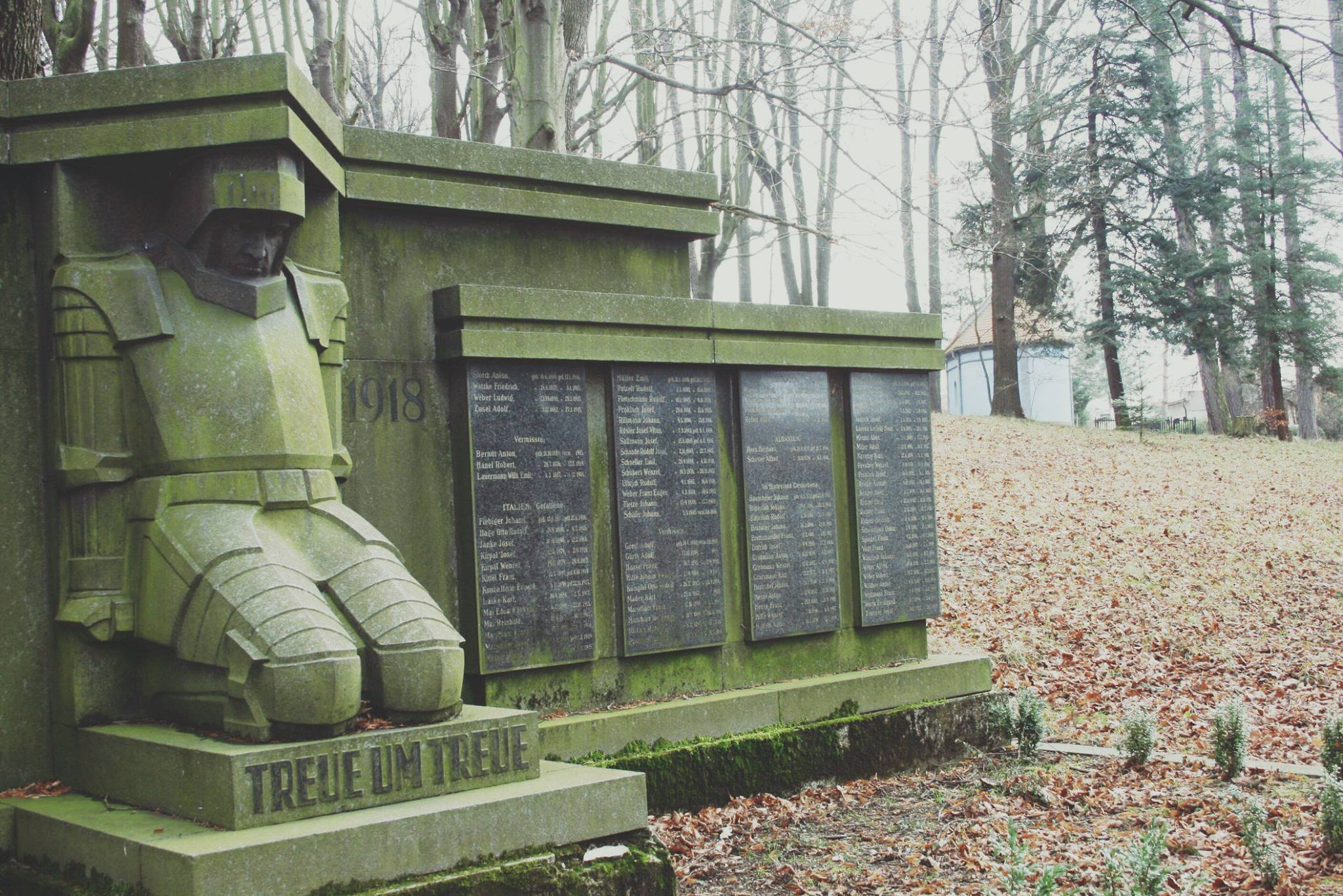
Památník padlých za 1. světové války, Šluknov, 1929